# Zsofia Perczel
Zsofia Perczel is een Hongaars triathlon- en quadrathlon-atleet.

## Levensloop
Perczel werd driemaal wereldkampioen op de 'lange afstand' in de quadrathlon.

## Palmares
- Wereldkampioenschap lange afstand: 1995, 1996 en 1997
- Europese beker: 1995